# Marco Vindio Vero
Marco Vindio Vero (en latín, Marcus Vindius Verus) fue un senador romano del siglo II, que desarrolló su carrera política bajo los imperios de Trajano´, Adriano y Antonino Pío.

## Carrera
El único cargo conocido de Vindio Vero fue el de cónsul sufecto para el nundinum de julio a octubre de 138, bajo Adriano y su sucesor Antonino Pío, ya que el primero falleció el 10 de julio de ese año.